# Пристень (Пристенський район)
Пристень (рос. Пристень) — робітниче селище в Пристенському районі Курської області Російської Федерації.
Населення становить 4912 осіб. Входить до складу муніципального утворення селище Пристень.

## Історія
Населений пункт розташований на території українського етнічного та культурного краю Східна Слобожанщина.
Від 2004 року входить до складу муніципального утворення селище Пристень.

## Населення
| 1939  | 1959  | 1970  | 1979  | 1989  | 2002  | 2009  |
| ----- | ----- | ----- | ----- | ----- | ----- | ----- |
| 2455  | ↗4238 | ↗5078 | ↗5341 | ↗5696 | ↘5590 | ↘5167 |
| 2010  | 2012  | 2013  | 2014  | 2015  | 2016  | 2017  |
| ↗5297 | ↘5204 | ↘5150 | ↘5099 | ↗5148 | ↘5078 | ↗5122 |
| 2018  | 2019  | 2020  | 2021  |       |       |       |
| ↘5082 | ↘4956 | ↘4942 | ↘4912 |       |       |       |